# Laudakia nupta
Laudakia nupta är en ödleart som beskrevs av  De Filippi 1843. Laudakia nupta ingår i släktet Laudakia och familjen agamer.

## Underarter
Arten delas in i följande underarter:
- L. n. fusca
- L. n. nupta